# Ottawa 67's
Ottawa 67's, franska: 67 d'Ottawa, är ett kanadensiskt proffsjuniorishockeylag som har spelat i Ontario Hockey League (OHL) sedan 1974 när ligan bildades. De grundades dock den 16 februari 1967 för spel i Ontario Hockey Associations Major Junior A Series.
67's spelar sina hemmamatcher i inomhusarenan TD Place Arena, som har en publikkapacitet på 9 862 åskådare, i Ottawa i Ontario. Laget har vunnit två Memorial Cup och tre J. Ross Robertson Cup, som är trofén som ges till det vinnande laget av OHL:s slutspel.

## Fostrade spelare
De har fostrat spelare som bland andra:
| Målvakter - Michel Larocque - Petr Mrázek - Darren Pang - Pat Riggin - Kevin Weekes | Backar - Brendan Bell - Nick Boynton - Brian Campbell - Cody Ceci - Doug Crossman - Tyler Cuma - Ed Hospodar - Derek Joslin - Terry Murray - Denis Potvin - Jean Potvin - Brad Shaw - Ian Turnbull - Behn Wilson - Doug Wilson | Forwards - Ken Belanger - Mark Bell - Bryan Bickell - Joseph Blandisi - Andrew Cassels - Bill Clement - Logan Couture - Adam Creighton - Randy Cunneyworth - Shean Donovan - Kris Draper - Blake Dunlop - Jim Fox - Stewart Gavin - Tyler Graovac - Tim Higgins - Pierre Jarry - Lukáš Kašpar - Travis Konecny - Zenon Konopka - Pete Laframboise - Peter Lee - Moe Lemay - Mark Mancari - Grant Marshall - Gary McAdam - Alyn McCauley - John McFarland - Jamie McGinn - Tye McGinn - Wayne Merrick - Bob Miller - Sean Monahan - Steve Payne - Michael Peca - Shane Prince - Gary Roberts - Warren Rychel - Bjørn Skaare - Chris Simon - Bobby Smith - Doug Smith - Brad Staubitz - Tyler Toffoli - Murray Wilson - Tim Young |